# Wapen van Schoten (België)

Wapen van Schoten sinds 1989.

Het Wapen van Schoten is het heraldisch wapen van de Antwerpse gemeente Schoten. Het werd op 20 maart 1838 voor het eerst bij Koninklijk Besluit aan de gemeente toegekend en op 8 november 1989 in licht gewijzigde versie bij Ministerieel Besluit herbevestigd.

## Geschiedenis
De oudste heer van Schoten, die in 1138 wordt vermeld, is Amalrik uit het huis van Breda. Toen de gemeente in 1838 voor het eerst een officieel gemeentewapen aanvroeg, greep men daarom logischerwijze terug naar het wapen van Breda, waaraan een gouden fantasiekroon werd toegevoegd. In 1989 besloot het gemeentebestuur om in te gaan op het voorstel de fantasiekroon te vervangen door een baronnenkroon met zeven parels, daar Schoten een baronie was, en werd door een Ministerieel Besluit deze wijziging doorgevoerd.

## Blazoen
De blazoenering van het eerste wapen luidt als volgt:
Rood koleur met dry zilveren Sint-Andries kruysen, het wapen gedekt met eene gouden kroon.— Koninklijk Besluit van 20 maart 1838.
Het huidige wapen heeft de volgende blazoenering:
In keel drie Sint-Andrieskruisjes van zilver. Het schild getopt met een baronnenkroon.— Ministerieel Besluit van 8 november 1989.

## Verwante wapens

Het wapen van de gemeente Breda
Het wapen van het bisdom Breda
Het wapen van Nieuw-Ginneken
Het dorpswapen van Bavel
Het dorpswapen van Ulvenhout
Het dorpswapen van Galder
Het wapen van Bergen op Zoom
Het wapen van Willemstad
Het wapen van Brasschaat